# Пітер Кертіс (тенісист)
Пітер Кертіс (англ. Peter Curtis; нар. 29 серпня 1945) — колишній британський тенісист.
Перемагав на турнірах Великого шолома в змішаному парному розряді.

## Фінали турнірів Великого шолома

### Мікст (1 перемога)
| Результат | Рік  | Турнір                           | Покриття | Партнер        | Суперники                   | Рахунок  |
| --------- | ---- | -------------------------------- | -------- | -------------- | --------------------------- | -------- |
| Перемога  | 1968 | Відкритий чемпіонат США з тенісу | Трава    | Мері-Енн Ейсел | Джеррі Перрі Торі Енн Фретц | 6–4, 7–5 |

## Фінали за кар'єру

### Парний розряд (1 поразка)
| Результат | W/L | Дата     | Турнір             | Покриття | Партнер         | Суперники                       | Рахунок                 |
| --------- | --- | -------- | ------------------ | -------- | --------------- | ------------------------------- | ----------------------- |
| Поразка   | 0–1 | Лют 1971 | Каракас, Венесуела | Ґрунт    | Джералд Беттрік | Томас Кош Жозе Едісон Мандаріно | 4–6, 6–3, 7–6, 4–6, 6–7 |